# Klára Hůrková

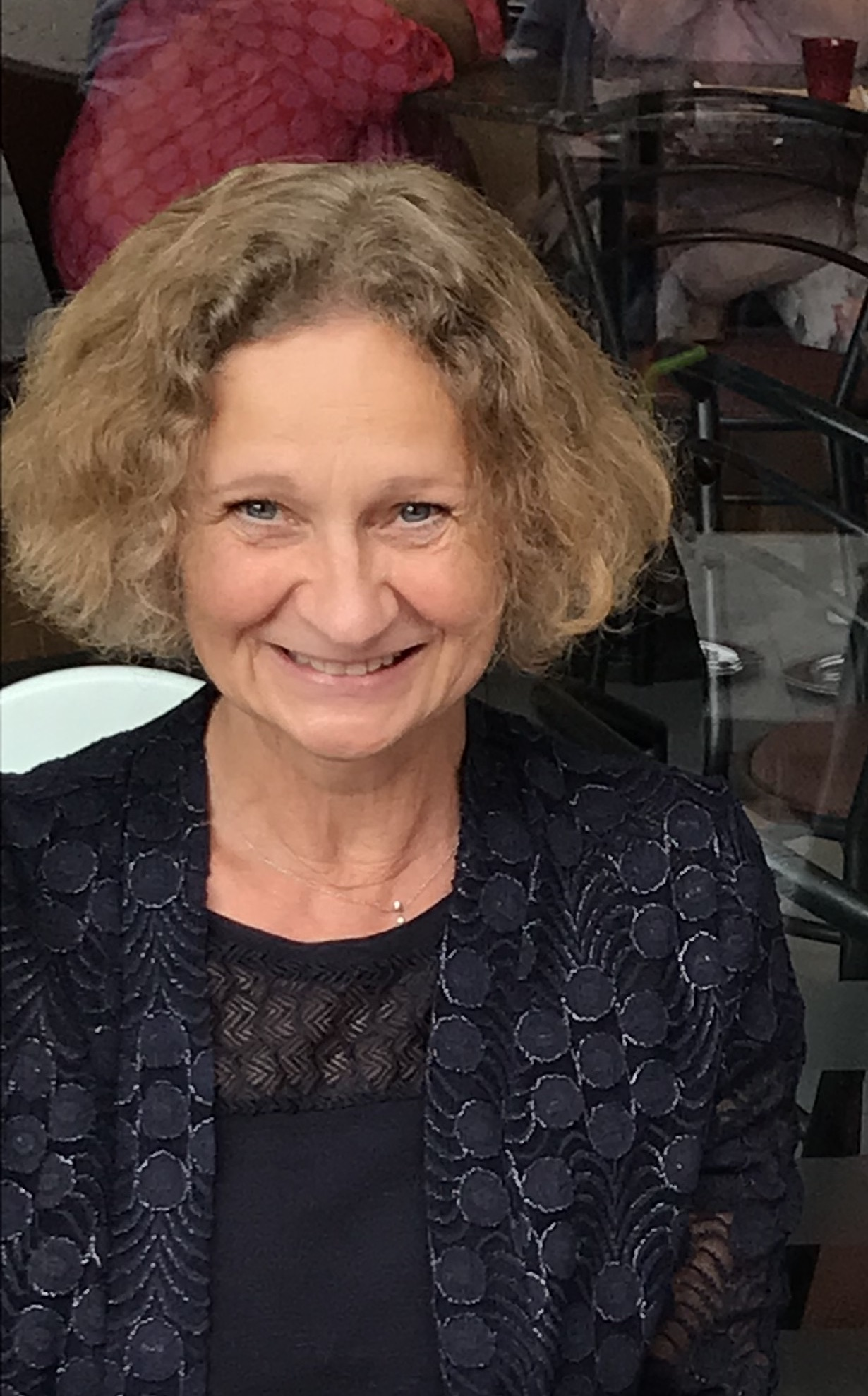
Klára Hůrková, 2022

Klára Hůrková (* 15. Februar 1962 in Prag) ist eine tschechisch-deutsche Schriftstellerin.

## Leben
Klára Hůrková studierte Philosophie an der Karlsuniversität in Prag, wo sie 1986 mit einer Promotion abschloss. Anschließend nahm sie ein Studium in Anglistik und Kunstgeschichte an der RWTH Aachen auf. Hier promovierte sie 2000 zum Thema Mirror Images. A comparison of the early plays of Václav Havel and Tom Stoppard with special reference to their political aspects. 1997/98 hielt sie sich zu Forschungszwecken an der University of East Anglia in Norwich auf. Sie verfasst und übersetzt literarische und wissenschaftliche Texte in deutscher, tschechischer und englischer Sprache. 1994 debütierte Hůrková mit dem Buch „Verše z hor“. Seitdem hat sie mehrere Gedichtsammlungen und drei Prosa-Publikationen vorgelegt. Ihre Gedichte sind in zahlreichen Anthologien und Literaturzeitschriften erschienen. 
Klára Hůrková hat drei deutsch-tschechische Anthologien mit Gegenwartslyrik übersetzt und herausgegeben. 2022 erschien ihre tschechische Übersetzung von Ludwig Steinherrs Gedichten Stránky světla – Die Seiten des Lichts. Seit 2019 ist Klára Hůrková Mitglied im tschechischen P.E.N.-Klub.
Klára Hůrková lebt in Aachen.

## Werke

### Einzeltitel (Auswahl)
- Verše z hor (1994)
- Fußspuren auf dem Wasser. Gedichte und Texte. (1998)
- Vor der Sonnenwende. Gedichte (2002)
- Ausflüge und Aufenthalte. Gedichte (2003)
- Za práh zraku (2006)
- Stillstand der Gräser (2008)
- Abziehbilder in der Luft / Obtisky ve vzduchu (2009)
- Wende und Winkel / Změny a zákoutí (2012)
- Zeitschritte / Časokroky (2015)
- Neotcové. Novelle, tschechisch (2016)
- Der offene Raum / Otevřený prostor (2017)
- Inseln und andere Skizzen. Erzählungen (2019)
- Licht in der Manteltasche. Gedichte (2020)
- Západní okraj zahrady. Kurzgeschichten, tschechisch (2021)

### Anthologien und Literaturzeitschriften (Auswahl)
- Anton G. Leitner (Hg.), Die Bienen halten die Uhren auf. Naturgedichte. Reclam, Ditzingen 2020.
- Monika Littau (Hg.), bis die Smartie-Ampel auf Grün springt. Postpoetry.NRW. Gedichte für den Unterricht. Edition Virgines, Düsseldorf, 2020.
- Anton G. Leitner (Hg.), Mach dein erstes Türchen auf! Neue Gedichte zur Weihnacht. Reclam, Ditzingen 2016.
- Rainer Stolz und Udo Wenzel (Hg.), Haiku hier und heute, dtv, München 2012.
- Axel Kutsch (Hg.), Versnetze. Das große Buch der neuen deutschen Lyrik, Verlag Ralf Liebe, Weilerswist 2008.
- Zeitschriften: DAS GEDICHT, Der Dreischneuß, Signum, Zeichen & Wunder

### Herausgabe
- Klare Begegnungen - Jasná setkání. Eine deutsch-tschechische Lyrik-Anthologie (2018).
- Über den Dächern das Licht - Nad střechami světlo. Eine deutsch-tschechische Anthologie mit Lyrik und Kurzprosa (2014).
- Schlüsselsammlung – Sbírka klíčů. Eine deutsch-tschechische Anthologie (2007).

### Übersetzung
Ludwig Steinherr – Stránky světla – Die Seiten des Lichts. Dauphin, Prag 2022

## Preise
- POSTPOETRY Preis Nordrhein-Westfalen, 2018
- Preis für politische Lyrik, 2017 (2. Sieger, zusammen mit Monika Littau und Maria Topali)
- Wiener Werkstattpreis, Lyrik, 2003 (1. Platz der Leserwertung, 2. Platz der Jury)